# Goshen (Kentucky)
Goshen – miasto w Stanach Zjednoczonych, w stanie Kentucky, w hrabstwie Oldham.